# Tichosteus
Tichosteus ("stěnová kost") byl rod ornitopodního, snad iguanodontního dinosaura, žijícího v období svrchní jury (stupeň kimmeridž, asi před 157 až 152 miliony let) na území dnešního Colorada v USA (geologické souvrství Morrison).

## Historie
Typový druh T. lucasanus formálně popsal americký paleontolog Edward Drinker Cope v roce 1877 na základě fosilních obratlů o délce 23 mm, které obdržel od sběratele Oramela W. Lucase (dnes holotyp s označením AMNH 5770). Druhové jméno stanovil Cope právě na počest tohoto muže. V roce 1878 pak Cope popsal další druh T. aequifacies, na základě podobného fosilního materiálu (dvou obratlů, dnes typový exemplář AMNH 5771). Cope si však nebyl jistý, o jakého tvora se mohlo jednat. Teprve na konci 20. století se ukázalo, že šlo nejspíše o menšího ornitopodního dinosaura, snad bazálního iguanodonta.